# Sandema
Sandema – miasto w Ghanie, stolica dystryktu Builsa w regionie Północno-Wschodni.